# Tour du Costa Rica 2014
La 50e édition de Tour du Costa Rica a eu lieu du 14 au 25 décembre 2014. La course fait partie du calendrier UCI America Tour 2014 en catégorie 2.2. Elle est remportée par Juan Carlos Rojas, qui parcourt les 1 413,3 kilomètres des onze étapes en 35 h 25 min 30 s, soit à une vitesse moyenne de 39,895 km/h.

## Présentation

### Équipes
| Équipes locales                       | Équipes locales | Équipes locales |
| Nom de l'équipe                       | Pays            | Code            |
| ------------------------------------- | --------------- | --------------- |
| JPS-Giant                             | Costa Rica      |                 |
| Coopenae-Movistar-Economy Renta a Car | Costa Rica      |                 |
| BCR-Pizza Hut-Powerade-Grupo Orosi    | Costa Rica      |                 |
| Frijoles Los Tierníticos-Arroz Halcón | Costa Rica      |                 |
| Star Cars-Scottiabank-Dos Pinos       | Costa Rica      |                 |
| Municipalidad de Cartago              | Costa Rica      |                 |
| Taller RJ-Ciclo Corea Bike            | Costa Rica      |                 |
| Seven Card.com                        | Costa Rica      |                 |

| Équipes étrangères     | Équipes étrangères | Équipes étrangères |
| Nom de l'équipe        | Pays               | Code               |
| ---------------------- | ------------------ | ------------------ |
| 472-Colombia           | Colombie           | CO4                |
| Buenos Aires Provincia | Argentine          | BAP                |
| Sélection du Chili     | Chili              |                    |
| Sélection de Cuba      | Cuba               |                    |
| Sélection du Panama    | Panama             |                    |
| Sélection de Russie    | Russie             |                    |

## Étapes
Ce tour du Costa Rica comporte onze étapes, dont un contre-la-montre individuel, pour une distance totale de 1 413,3 kilomètres.
| Étape     | Date        | Villes étapes                         |                             | Distance (km) | Vainqueur d’étape  | Leader du classement général |
| --------- | ----------- | ------------------------------------- | --------------------------- | ------------- | ------------------ | ---------------------------- |
| 1re étape | 14 décembre | San José - Puerto Limón               |                             | 155           | Ronald Araya       | Ronald Araya                 |
| 2e étape  | 15 décembre | Puerto Limón - Guapiles               |                             | 135           | Sebastián Tolosa   | Ronald Araya                 |
| 3e étape  | 16 décembre | Guapiles - Paraíso                    | Étape de montagne           | 118,7         | César Rojas        | Juan Carlos Rojas            |
| 4e étape  | 17 décembre | San Joaquín de Flores (en) - Carrizal | Contre-la-montre individuel | 18,2          | Rodolfo Villalobos | Juan Carlos Rojas            |
| 5e étape  | 18 décembre | Alajuela - Ciudad Quesada             | Étape de montagne           | 167,3         | Román Villalobos   | Josué González               |
| 6e étape  | 19 décembre | La Fortuna - Liberia                  |                             | 188,2         | José Vega          | Josué González               |
| 7e étape  | 20 décembre | Liberia - Puntarenas                  |                             | 135,9         | Timofey Kritskiy   | Josué González               |
| 8e étape  | 21 décembre | Puntarenas - Santa Ana                |                             | 134,2         | Juan Carlos Rojas  | Juan Carlos Rojas            |
|           | 22 décembre |                                       | Jour de repos               | Jour de repos | Jour de repos      | Jour de repos                |
| 9e étape  | 23 décembre | San José - Pérez Zeledón              | Étape de montagne           | 126,8         | Henry Raabe        | Juan Carlos Rojas            |
| 10e étape | 24 décembre | Pérez Zeledón - San José              | Étape de montagne           | 134,5         | Juan Carlos Rojas  | Juan Carlos Rojas            |
| 11e étape | 25 décembre | San José - San José                   |                             | 99,5          | Ronald Araya       | Juan Carlos Rojas            |

## Déroulement de la course

### 1reétape
| Classement de l'étape | Classement de l'étape | Classement de l'étape | Classement de l'étape              | Classement de l'étape |
|                       | Coureur               | Pays                  | Équipe                             | Temps                 |
| --------------------- | --------------------- | --------------------- | ---------------------------------- | --------------------- |
| 1er                   | Ronald Araya          | Costa Rica            | Star Cars-Scottiabank-Dos Pinos    | en 3 h 22 min 52 s    |
| 2e                    | Roberto Jiménez       | Costa Rica            | Seven Card.com                     | + 36 s                |
| 3e                    | Yasmani Martínez      | Cuba                  | Sélection de Cuba                  | + 36 s                |
| 4e                    | Romel Morales         | Costa Rica            | BCR-Pizza Hut-Powerade-Grupo Orosi | + 36 s                |
| 5e                    | Carlos Urán           | Colombie              | 472-Colombia                       | + 54 s                |
| 6e                    | Carlos Brenes         | Costa Rica            | BCR-Pizza Hut                      | + 54 s                |
| 7e                    | Julián Gaday          | Argentine             | Buenos Aires Provincia             | + 54 s                |
| 8e                    | Alexey Kurbatov       | Russie                | Sélection de Russie                | + 54 s                |
| 9e                    | José Irias            | Costa Rica            | BCR-Pizza Hut-Powerade-Grupo Orosi | + 54 s                |
| 10e                   | Ariel Sivori          | Argentine             | Buenos Aires Provincia             | + 54 s                |
| modifier              |                       |                       |                                    |                       |

| Classement général | Classement général | Classement général | Classement général                 | Classement général |
|                    | Coureur            | Pays               | Équipe                             | Temps              |
| ------------------ | ------------------ | ------------------ | ---------------------------------- | ------------------ |
| 1er                | Ronald Araya       | Costa Rica         | Star Cars-Scottiabank-Dos Pinos    | en 3 h 22 min 52 s |
| 2e                 | Roberto Jiménez    | Costa Rica         | Seven Card.com                     | + 36 s             |
| 3e                 | Yasmani Martínez   | Cuba               | Sélection de Cuba                  | + 36 s             |
| 4e                 | Romel Morales      | Costa Rica         | BCR-Pizza Hut-Powerade-Grupo Orosi | + 36 s             |
| 5e                 | Carlos Urán        | Colombie           | 472-Colombia                       | + 54 s             |
| 6e                 | Carlos Brenes      | Costa Rica         | BCR-Pizza Hut-Powerade-Grupo Orosi | + 54 s             |
| 7e                 | Julián Gaday       | Argentine          | Buenos Aires Provincia             | + 54 s             |
| 8e                 | Alexey Kurbatov    | Russie             | Sélection de Russie                | + 54 s             |
| 9e                 | José Irias         | Costa Rica         | Frijoles los Tierniticos           | + 54 s             |
| 10e                | Ariel Sivori       | Argentine          | Buenos Aires Provincia             | + 54 s             |
| modifier           |                    |                    |                                    |                    |

### 2eétape
| Classement de l'étape | Classement de l'étape | Classement de l'étape | Classement de l'étape                 | Classement de l'étape |
|                       | Coureur               | Pays                  | Équipe                                | Temps                 |
| --------------------- | --------------------- | --------------------- | ------------------------------------- | --------------------- |
| 1er                   | Sebastián Tolosa      | Argentine             | Buenos Aires Provincia                | en 3 h 14 min 3 s     |
| 2e                    | Carlos Urán           | Colombie              | 472-Colombia                          | m.t                   |
| 3e                    | Arnold Alcolea        | Cuba                  | Sélection de Cuba                     | m.t                   |
| 4e                    | Carlos Brenes         | Costa Rica            | BCR-Pizza Hut-Powerade-Grupo Orosi    | m.t                   |
| 5e                    | Julián Gaday          | Argentine             | Buenos Aires Provincia                | m.t                   |
| 6e                    | Carlos Pulgarín       | Colombie              | 472-Colombia                          | m.t                   |
| 7e                    | Ariel Sivori          | Argentine             | Buenos Aires Provincia                | m.t                   |
| 8e                    | Yasmani Martínez      | Cuba                  | Sélection de Cuba                     | m.t                   |
| 9e                    | Alexey Kurbatov       | Russie                | Sélection de Russie                   | m.t                   |
| 10e                   | Juan Carlos Rojas     | Costa Rica            | Frijoles Los Tierníticos-Arroz Halcón | m.t                   |
| modifier              |                       |                       |                                       |                       |

| Classement général | Classement général | Classement général | Classement général                 | Classement général |
|                    | Coureur            | Pays               | Équipe                             | Temps              |
| ------------------ | ------------------ | ------------------ | ---------------------------------- | ------------------ |
| 1er                | Ronald Araya       | Costa Rica         | Star Cars-Scottiabank-Dos Pinos    | en 6 h 36 min 55 s |
| 2e                 | Yasmani Martínez   | Cuba               | Sélection de Cuba                  | + 36 s             |
| 3e                 | Romel Morales      | Costa Rica         | BCR-Pizza Hut-Powerade-Grupo Orosi | + 49 s             |
| 4e                 | Roberto Jiménez    | Costa Rica         | Seven Card.com                     | + 49 s             |
| 5e                 | Carlos Urán        | Colombie           | 472-Colombia                       | + 54 s             |
| 6e                 | Carlos Brenes      | Costa Rica         | BCR-Pizza Hut-Powerade-Grupo Orosi | + 54 s             |
| 7e                 | Julián Gaday       | Argentine          | Buenos Aires Provincia             | + 54 s             |
| 8e                 | Ariel Sivori       | Argentine          | Buenos Aires Provincia             | + 54 s             |
| 9e                 | Alexey Kurbatov    | Russie             | Sélection de Russie                | + 54 s             |
| 10e                | Román Villalobos   | Costa Rica         | JPS-Giant                          | + 54 s             |
| modifier           |                    |                    |                                    |                    |

### 3eétape
| Classement de l'étape | Classement de l'étape | Classement de l'étape | Classement de l'étape                 | Classement de l'étape |
|                       | Coureur               | Pays                  | Équipe                                | Temps                 |
| --------------------- | --------------------- | --------------------- | ------------------------------------- | --------------------- |
| 1er                   | César Rojas           | Costa Rica            | Frijoles Los Tierníticos-Arroz Halcón | en 3 h 18 min 31 s    |
| 2e                    | Juan Carlos Rojas     | Costa Rica            | Frijoles Los Tierníticos-Arroz Halcón | m.t                   |
| 3e                    | Román Villalobos      | Costa Rica            | JPS-Giant                             | + 3 min 28 s          |
| 4e                    | Daniel Bonilla        | Costa Rica            | JPS-Giant                             | + 3 min 30 s          |
| 5e                    | Joseph Chavarría      | Costa Rica            | JPS-Giant                             | + 3 min 30 s          |
| 6e                    | Josué González        | Costa Rica            | Coopenae-Movistar-Economy             | + 3 min 31 s          |
| 7e                    | Elías Vega            | Costa Rica            | JPS-Giant                             | + 8 min 15 s          |
| 8e                    | Wolfgang Burmann      | Chili                 | Sélection du Chili                    | + 8 min 48 s          |
| 9e                    | José Mojica           | Cuba                  | Sélection du Cuba                     | + 8 min 48 s          |
| 10e                   | Yelko Gómez           | Panama                | Sélection du Panama                   | + 8 min 48 s          |
| modifier              |                       |                       |                                       |                       |

| Classement général | Classement général | Classement général | Classement général                    | Classement général |
|                    | Coureur            | Pays               | Équipe                                | Temps              |
| ------------------ | ------------------ | ------------------ | ------------------------------------- | ------------------ |
| 1er                | Juan Carlos Rojas  | Costa Rica         | Frijoles Los Tierníticos-Arroz Halcón | en 9 h 56 min 20 s |
| 2e                 | César Rojas        | Costa Rica         | Frijoles Los Tierníticos-Arroz Halcón | + 5 s              |
| 3e                 | Román Villalobos   | Costa Rica         | JPS-Giant                             | + 3 min 28 s       |
| 4e                 | Josué González     | Costa Rica         | Coopenae-Movistar-Economy             | + 3 min 36 s       |
| 5e                 | Joseph Chavarría   | Costa Rica         | JPS-Giant                             | + 3 min 43 s       |
| 6e                 | Daniel Bonilla     | Costa Rica         | JPS-Giant                             | + 3 min 43 s       |
| 7e                 | Elías Vega         | Costa Rica         | JPS-Giant                             | + 8 min 28 s       |
| 8e                 | Yelko Gómez        | Panama             | Sélection du Panama                   | + 8 min 48 s       |
| 9e                 | Henry Raabe        | Costa Rica         | Coopenae-Movistar-Economy             | + 9 min 1 s        |
| 10e                | Juan Pablo Araya   | Costa Rica         | Seven Card.com                        | + 9 min 1 s        |
| modifier           |                    |                    |                                       |                    |

### 4eétape
| Classement de l'étape | Classement de l'étape | Classement de l'étape | Classement de l'étape                 | Classement de l'étape |
|                       | Coureur               | Pays                  | Équipe                                | Temps                 |
| --------------------- | --------------------- | --------------------- | ------------------------------------- | --------------------- |
| 1er                   | Rodolfo Villalobos    | Costa Rica            | JPS-Giant                             | en 31 min 17 s        |
| 2e                    | Josué González        | Costa Rica            | Coopenae-Movistar-Economy             | + 12 s                |
| 3e                    | Román Villalobos      | Costa Rica            | JPS-Giant                             | + 36 s                |
| 4e                    | Juan Carlos Rojas     | Costa Rica            | Frijoles Los Tierníticos-Arroz Halcón | + 43 s                |
| 5e                    | Paul Betancourt       | Costa Rica            | Coopenae-Movistar-Economy             | + 57 s                |
| 6e                    | Fernando Orjuela      | Colombie              | 472-Colombia                          | + 1 min 9 s           |
| 7e                    | Henry Raabe           | Costa Rica            | Coopenae-Movistar-Economy             | + 1 min 10 s          |
| 8e                    | José Irias            | Costa Rica            | Frijoles Los Tierníticos-Arroz Halcón | + 1 min 10 s          |
| 9e                    | Joseph Chavarría      | Costa Rica            | JPS-Giant                             | + 1 min 30 s          |
| 10e                   | César Rojas           | Costa Rica            | Frijoles Los Tierníticos-Arroz Halcón | + 1 min 45 s          |
| modifier              |                       |                       |                                       |                       |

| Classement général | Classement général | Classement général | Classement général                    | Classement général  |
|                    | Coureur            | Pays               | Équipe                                | Temps               |
| ------------------ | ------------------ | ------------------ | ------------------------------------- | ------------------- |
| 1er                | Juan Carlos Rojas  | Costa Rica         | Frijoles Los Tierníticos-Arroz Halcón | en 10 h 28 min 20 s |
| 2e                 | César Rojas        | Costa Rica         | Frijoles Los Tierníticos-Arroz Halcón | + 1 min 7 s         |
| 3e                 | Josué González     | Costa Rica         | Coopenae-Movistar-Economy             | + 3 min 5 s         |
| 4e                 | Román Villalobos   | Costa Rica         | JPS-Giant                             | + 3 min 21 s        |
| 5e                 | Daniel Bonilla     | Costa Rica         | JPS-Giant                             | + 5 min 3 s         |
| 6e                 | Joseph Chavarría   | Costa Rica         | JPS-Giant                             | + 5 min 30 s        |
| 7e                 | Henry Raabe        | Costa Rica         | Coopenae-Movistar-Economy             | + 9 min 28 s        |
| 8e                 | Yelko Gómez        | Panama             | Sélection de Panama                   | + 10 min 11 s       |
| 9e                 | Rodolfo Villalobos | Costa Rica         | JPS-Giant                             | + 10 min 15 s       |
| 10e                | Yors Santofimio    | Colombie           | 472-Colombia                          | + 10 min 57 s       |
| modifier           |                    |                    |                                       |                     |

### 5eétape
| Classement de l'étape | Classement de l'étape | Classement de l'étape | Classement de l'étape                 | Classement de l'étape |
|                       | Coureur               | Pays                  | Équipe                                | Temps                 |
| --------------------- | --------------------- | --------------------- | ------------------------------------- | --------------------- |
| 1er                   | Román Villalobos      | Costa Rica            | JPS-Giant                             | en 3 h 58 min 52 s    |
| 2e                    | Josué González        | Costa Rica            | Coopenae-Movistar-Economy             | m.t                   |
| 3e                    | Timofey Kritskiy      | Russie                | Sélection de Russie                   | + 52 s                |
| 4e                    | Fernando Orjuela      | Colombie              | 472-Colombia                          | + 1 min 13 s          |
| 5e                    | Fabricio Quirós       | Costa Rica            | BCR-Pizza Hut-Powerade-Grupo Orosi    | + 2 min 16 s          |
| 6e                    | Juan Carlos Rojas     | Costa Rica            | Frijoles Los Tierníticos-Arroz Halcón | + 3 min 9 s           |
| 7e                    | Henry Raabe           | Costa Rica            | Coopenae-Movistar-Economy             | + 3 min 9 s           |
| 8e                    | Elías Vega            | Costa Rica            | JPS-Giant                             | + 3 min 23 s          |
| 9e                    | Isaac Morera          | Costa Rica            | BCR-Pizza Hut-Powerade-Grupo Orosi    | + 4 min 3 s           |
| 10e                   | Romel Morales         | Costa Rica            | BCR-Pizza Hut-Powerade-Grupo Orosi    | + 4 min 24 s          |
| modifier              |                       |                       |                                       |                       |

| Classement général | Classement général | Classement général | Classement général                    | Classement général  |
|                    | Coureur            | Pays               | Équipe                                | Temps               |
| ------------------ | ------------------ | ------------------ | ------------------------------------- | ------------------- |
| 1er                | Josué González     | Costa Rica         | Coopenae-Movistar-Economy             | en 14 h 30 min 17 s |
| 2e                 | Juan Carlos Rojas  | Costa Rica         | Frijoles Los Tierníticos-Arroz Halcón | + 4 s               |
| 3e                 | Román Villalobos   | Costa Rica         | JPS-Giant                             | + 16 s              |
| 4e                 | Daniel Bonilla     | Costa Rica         | JPS-Giant                             | + 6 min 32 s        |
| 5e                 | Joseph Chavarría   | Costa Rica         | JPS-Giant                             | + 6 min 51 s        |
| 6e                 | César Rojas        | Costa Rica         | Frijoles Los Tierníticos-Arroz Halcón | + 8 min 46 s        |
| 7e                 | Henry Raabe        | Costa Rica         | Coopenae-Movistar-Economy             | + 9 min 32 s        |
| 8e                 | Fernando Orjuela   | Colombie           | 472-Colombia                          | + 9 min 35 s        |
| 9e                 | Yelko Gómez        | Panama             | Sélection du Panama                   | + 12 min 4 s        |
| 10e                | Yors Santofimio    | Colombie           | 472-Colombia                          | + 12 min 18 s       |
| modifier           |                    |                    |                                       |                     |

### 6eétape
| Classement de l'étape | Classement de l'étape | Classement de l'étape | Classement de l'étape                 | Classement de l'étape |
|                       | Coureur               | Pays                  | Équipe                                | Temps                 |
| --------------------- | --------------------- | --------------------- | ------------------------------------- | --------------------- |
| 1er                   | José Vega             | Costa Rica            | JPS-Giant                             | en 4 h 27 min 46 s    |
| 2e                    | Arnold Alcolea        | Cuba                  | Sélection de Cuba                     | m.t                   |
| 3e                    | Federico Ramírez      | Costa Rica            | BCR-Pizza Hut-Powerade-Grupo Orosi    | m.t                   |
| 4e                    | Erick Soto            | Costa Rica            | BCR-Pizza Hut-Powerade-Grupo Orosi    | m.t                   |
| 5e                    | Yennier López         | Cuba                  | Sélection de Cuba                     | + 1 s                 |
| 6e                    | Yasmani Martínez      | Cuba                  | Sélection de Cuba                     | + 37 s                |
| 7e                    | José Irias            | Costa Rica            | Frijoles Los Tierníticos-Arroz Halcón | + 45 s                |
| 8e                    | Alexander Evtushenko  | Russie                | Sélection de Russie                   | + 45 s                |
| 9e                    | Alexey Kurbatov       | Russie                | Sélection de Russie                   | + 1 min 4 s           |
| 10e                   | Artur Ershov          | Russie                | Sélection de Russie                   | + 1 min 4 s           |
| modifier              |                       |                       |                                       |                       |

| Classement général | Classement général | Classement général | Classement général                    | Classement général  |
|                    | Coureur            | Pays               | Équipe                                | Temps               |
| ------------------ | ------------------ | ------------------ | ------------------------------------- | ------------------- |
| 1er                | Josué González     | Costa Rica         | Coopenae-Movistar-Economy             | en 14 h 30 min 17 s |
| 2e                 | Juan Carlos Rojas  | Costa Rica         | Frijoles Los Tierníticos-Arroz Halcón | + 4 s               |
| 3e                 | Román Villalobos   | Costa Rica         | JPS-Giant                             | + 16 s              |
| 4e                 | Daniel Bonilla     | Costa Rica         | JPS-Giant                             | + 6 min 32 s        |
| 5e                 | Joseph Chavarría   | Costa Rica         | JPS-Giant                             | + 6 min 51 s        |
| 6e                 | César Rojas        | Costa Rica         | Frijoles Los Tierníticos-Arroz Halcón | + 8 min 46 s        |
| 7e                 | Henry Raabe        | Costa Rica         | Coopenae-Movistar-Economy             | + 9 min 32 s        |
| 8e                 | Fernando Orjuela   | Colombie           | 472-Colombia                          | + 9 min 35 s        |
| 9e                 | Yelko Gómez        | Panama             | Sélection du Panama                   | + 12 min 4 s        |
| 10e                | Yors Santofimio    | Colombie           | 472-Colombia                          | + 12 min 18 s       |
| modifier           |                    |                    |                                       |                     |

### 7eétape
| Classement de l'étape | Classement de l'étape | Classement de l'étape | Classement de l'étape              | Classement de l'étape |
|                       | Coureur               | Pays                  | Équipe                             | Temps                 |
| --------------------- | --------------------- | --------------------- | ---------------------------------- | --------------------- |
| 1er                   | Timofey Kritskiy      | Russie                | Sélection de Russie                | en 3 h 12 min 36 s    |
| 2e                    | Carlos Brenes         | Costa Rica            | BCR-Pizza Hut-Powerade-Grupo Orosi | + 58 s                |
| 3e                    | Ronald Araya          | Costa Rica            | Star Cars-Scottiabank-Dos Pinos    | + 58 s                |
| 4e                    | Yors Santofimio       | Colombie              | 472-Colombia                       | + 58 s                |
| 5e                    | Yennier López         | Cuba                  | Sélection de Cuba                  | + 1 min               |
| 6e                    | Juan Fallas           | Costa Rica            | Frijoles Los Tierníticos           | + 1 min 1 s           |
| 7e                    | Issac Morera          | Costa Rica            | BCR-Pizza Hut                      | + 1 min 3 s           |
| 8e                    | Ariel Sivori          | Argentine             | Buenos Aires Provincia             | +                     |
| 9e                    | Elías Vega            | Costa Rica            | JPS-Giant                          | +                     |
| 10e                   | Artur Ershov          | Russie                | Sélection de Russie                | + 3 min 1 s           |
| modifier              |                       |                       |                                    |                       |

| Classement général | Classement général | Classement général | Classement général                    | Classement général  |
|                    | Coureur            | Pays               | Équipe                                | Temps               |
| ------------------ | ------------------ | ------------------ | ------------------------------------- | ------------------- |
| 1er                | Josué González     | Costa Rica         | Coopenae-Movistar-Economy             | en 22 h 18 min 12 s |
| 2e                 | Juan Carlos Rojas  | Costa Rica         | Frijoles Los Tierníticos-Arroz Halcón | + 4 s               |
| 3e                 | Román Villalobos   | Costa Rica         | JPS-Giant                             | + 16 s              |
| 4e                 | Daniel Bonilla     | Costa Rica         | JPS-Giant                             | + 5 min 5 s         |
| 5e                 | Yors Santofimio    | Colombie           | 472-Colombia                          | + 6 min 47 s        |
| 6e                 | Joseph Chavarría   | Costa Rica         | JPS-Giant                             | + 6 min 51 s        |
| 7e                 | Elías Vega         | Costa Rica         | JPS-Giant                             | + 8 min 41 s        |
| 8e                 | César Rojas        | Costa Rica         | Frijoles Los Tierníticos-Arroz Halcón | + 8 min 46 s        |
| 9e                 | Henry Raabe        | Costa Rica         | Coopenae-Movistar-Economy             | + 9 min 32 s        |
| 10e                | Fernando Orjuela   | Colombie           | 472-Colombia                          | + 9 min 35 s        |
| modifier           |                    |                    |                                       |                     |

### 8eétape
| Classement de l'étape | Classement de l'étape | Classement de l'étape | Classement de l'étape                 | Classement de l'étape |
|                       | Coureur               | Pays                  | Équipe                                | Temps                 |
| --------------------- | --------------------- | --------------------- | ------------------------------------- | --------------------- |
| 1er                   | Juan Carlos Rojas     | Costa Rica            | Frijoles Los Tierníticos-Arroz Halcón | en 3 h 26 min 59 s    |
| 2e                    | César Rojas           | Costa Rica            | Frijoles Los Tierníticos-Arroz Halcón | m.t                   |
| 3e                    | Yelko Gómez           | Panama                | Sélection du Panama                   | + 9 min 49 s          |
| 4e                    | Fernando Orjuela      | Colombie              | 472-Colombia                          | + 9 min 49 s          |
| 5e                    | Román Villalobos      | Costa Rica            | JPS-Giant                             | + 9 min 49 s          |
| 6e                    | Joseph Chavarría      | Costa Rica            | Coopenae-Movistar-Economy             | + 9 min 49 s          |
| 7e                    | Joseph Chavarría      | Costa Rica            | JPS-Giant                             | + 9 min 49 s          |
| 8e                    | Paul Betancourt       | Costa Rica            | Coopenae-Movistar-Economy             | + 9 min 55 s          |
| 9e                    | José Mojica           | Cuba                  | Sélection de Cuba                     | + 16 min 32 s         |
| 10e                   | Juan Pablo Araya      | Costa Rica            | Seven Card.com                        | + 16 min 32 s         |
| modifier              |                       |                       |                                       |                       |

| Classement général | Classement général | Classement général | Classement général                    | Classement général  |
|                    | Coureur            | Pays               | Équipe                                | Temps               |
| ------------------ | ------------------ | ------------------ | ------------------------------------- | ------------------- |
| 1er                | Juan Carlos Rojas  | Costa Rica         | Frijoles Los Tierníticos-Arroz Halcón | en 25 h 45 min 15 s |
| 2e                 | César Rojas        | Costa Rica         | Frijoles Los Tierníticos-Arroz Halcón | + 8 min 42 s        |
| 3e                 | Josué González     | Costa Rica         | Coopenae-Movistar-Economy             | + 9 min 45 s        |
| 4e                 | Román Villalobos   | Costa Rica         | JPS-Giant                             | + 10 min 1 s        |
| 5e                 | Joseph Chavarría   | Costa Rica         | JPS-Giant                             | + 16 min 36 s       |
| 6e                 | Fernando Orjuela   | Colombie           | 472-Colombia                          | + 19 min 20 s       |
| 7e                 | Yelko Gómez        | Panama             | Sélection de Panama                   | + 21 min 49 s       |
| 8e                 | Daniel Bonilla     | Costa Rica         | JPS-Giant                             | + 24 min 32 s       |
| 9e                 | Paul Betancourt    | Costa Rica         | Coopenae-Movistar-Economy             | + 27 min 7 s        |
| 10e                | Elías Vega         | Costa Rica         | JPS-Giant                             | +                   |
| modifier           |                    |                    |                                       |                     |

### 9eétape
| Classement de l'étape | Classement de l'étape | Classement de l'étape | Classement de l'étape                 | Classement de l'étape |
|                       | Coureur               | Pays                  | Équipe                                | Temps                 |
| --------------------- | --------------------- | --------------------- | ------------------------------------- | --------------------- |
| 1er                   | Henry Raabe           | Costa Rica            | Coopenae-Movistar-Economy             | en 3 h 19 min 30 s    |
| 2e                    | Juan Carlos Rojas     | Costa Rica            | Frijoles Los Tierníticos-Arroz Halcón | m.t                   |
| 3e                    | César Rojas           | Costa Rica            | Frijoles Los Tierníticos-Arroz Halcón | + 2 s                 |
| 4e                    | Josué González        | Costa Rica            | Coopenae-Movistar-Economy             | + 2 s                 |
| 5e                    | Joseph Chavarría      | Costa Rica            | JPS-Giant                             | + 1 min 47 s          |
| 6e                    | Román Villalobos      | Costa Rica            | JPS-Giant                             | + 1 min 47 s          |
| 7e                    | Hernán Aguirre        | Colombie              | 472-Colombia                          | + 1 min 47 s          |
| 8e                    | Rodolfo Villalobos    | Costa Rica            | JPS-Giant                             | + 1 min 47 s          |
| 9e                    | Fernando Orjuela      | Colombie              | 472-Colombia                          | + 3 min 5 s           |
| 10e                   | Yelko Gómez           | Panama                | Sélection de Panama                   | + 3 min 5 s           |
| modifier              |                       |                       |                                       |                       |

| Classement général | Classement général | Classement général | Classement général                    | Classement général |
|                    | Coureur            | Pays               | Équipe                                | Temps              |
| ------------------ | ------------------ | ------------------ | ------------------------------------- | ------------------ |
| 1er                | Juan Carlos Rojas  | Costa Rica         | Frijoles Los Tierníticos-Arroz Halcón | en 29 h 4 min 45 s |
| 2e                 | César Rojas        | Costa Rica         | Frijoles Los Tierníticos-Arroz Halcón | + 8 min 44 s       |
| 3e                 | Josué González     | Costa Rica         | Coopenae-Movistar-Economy             | + 9 min 47 s       |
| 4e                 | Román Villalobos   | Costa Rica         | JPS-Giant                             | + 11 min 48 s      |
| 5e                 | Joseph Chavarría   | Costa Rica         | JPS-Giant                             | + 18 min 23 s      |
| 6e                 | Fernando Orjuela   | Colombie           | 472-Colombia                          | + 22 min 25 s      |
| 7e                 | Yelko Gómez        | Panama             | Sélection de Panama                   | + 25 min 54 s      |
| 8e                 | Henry Raabe        | Costa Rica         | Coopenae-Movistar-Economy             | + 29 min 1 s       |
| 9e                 | Elías Vega         | Costa Rica         | JPS-Giant                             | + 33 min 3 s       |
| 10e                | Paul Betancourt    | Costa Rica         | Coopenae-Movistar-Economy             | + 36 min 16 s      |
| modifier           |                    |                    |                                       |                    |

### 10eétape
| Classement de l'étape | Classement de l'étape | Classement de l'étape | Classement de l'étape                 | Classement de l'étape |
|                       | Coureur               | Pays                  | Équipe                                | Temps                 |
| --------------------- | --------------------- | --------------------- | ------------------------------------- | --------------------- |
| 1er                   | Juan Carlos Rojas     | Costa Rica            | Frijoles Los Tierníticos-Arroz Halcón | en 3 h 44 min 46 s    |
| 2e                    | César Rojas           | Costa Rica            | Frijoles Los Tierníticos-Arroz Halcón | m.t                   |
| 3e                    | Rodolfo Villalobos    | Costa Rica            | JPS-Giant                             | + 5 min 41 s          |
| 4e                    | Román Villalobos      | Costa Rica            | JPS-Giant                             | + 5 min 43 s          |
| 5e                    | Elías Vega            | Costa Rica            | JPS-Giant                             | + 5 min 46 s          |
| 6e                    | Josué González        | Costa Rica            | Coopenae-Movistar-Economy             | + 5 min 48 s          |
| 7e                    | Yors Santofimio       | Colombie              | 472-Colombia                          | + 5 min 53 s          |
| 8e                    | Joseph Chavarría      | Costa Rica            | JPS-Giant                             | + 6 min 0 s           |
| 9e                    | Hernán Aguirre        | Colombie              | 472-Colombia                          | + 6 min 4 s           |
| 10e                   | Henry Raabe           | Costa Rica            | Coopenae-Movistar-Economy             | + 10 min 38 s         |
| modifier              |                       |                       |                                       |                       |

| Classement général | Classement général | Classement général | Classement général                    | Classement général |
|                    | Coureur            | Pays               | Équipe                                | Temps              |
| ------------------ | ------------------ | ------------------ | ------------------------------------- | ------------------ |
| 1er                | Juan Carlos Rojas  | Costa Rica         | Frijoles Los Tierníticos-Arroz Halcón | en                 |
| 2e                 | César Rojas        | Costa Rica         | Frijoles Los Tierníticos-Arroz Halcón | + 8 min 44 s       |
| 3e                 | Josué González     | Costa Rica         | Coopenae-Movistar-Economy             | + 15 min 35 s      |
| 4e                 | Román Villalobos   | Costa Rica         | JPS-Giant                             | + 17 min 31 s      |
| 5e                 | Joseph Chavarría   | Costa Rica         | JPS-Giant                             | + 24 min 23 s      |
| 6e                 | Fernando Orjuela   | Colombie           | 472-Colombia                          | + 33 min 3 s       |
| 7e                 | Yelko Gómez        | Panama             | Sélection de Panama                   | + 36 min 36 s      |
| 8e                 | Elías Vega         | Costa Rica         | JPS-Giant                             | + 38 min 49 s      |
| 9e                 | Henry Raabe        | Costa Rica         | Coopenae-Movistar-Economy             | + 39 min 39 s      |
| 10e                | Paul Betancourt    | Costa Rica         | Coopenae-Movistar-Economy             | + 46 min 54 s      |
| modifier           |                    |                    |                                       |                    |

### 11eétape
| Classement de l'étape | Classement de l'étape | Classement de l'étape | Classement de l'étape                 | Classement de l'étape |
|                       | Coureur               | Pays                  | Équipe                                | Temps                 |
| --------------------- | --------------------- | --------------------- | ------------------------------------- | --------------------- |
| 1er                   | Ronald Araya          | Costa Rica            | Star Cars-Scottiabank-Dos Pinos       | en 2 h 35 min 52 s    |
| 2e                    | Henry Raabe           | Costa Rica            | Coopenae-Movistar-Economy             | + 2 s                 |
| 3e                    | Yelko Gómez           | Panama                | Sélection de Panama                   | + 2 s                 |
| 4e                    | Román Villalobos      | Costa Rica            | JPS-Giant                             | + 5 s                 |
| 5e                    | Joseph Chavarría      | Costa Rica            | JPS-Giant                             | + 7 s                 |
| 6e                    | Yennier López         | Cuba                  | Sélection de Cuba                     | + 7 s                 |
| 7e                    | Juan Carlos Rojas     | Costa Rica            | Frijoles Los Tierníticos-Arroz Halcón | + 7 s                 |
| 8e                    | César Rojas           | Costa Rica            | Frijoles Los Tierníticos-Arroz Halcón | + 9 s                 |
| 9e                    | Josué González        | Costa Rica            | Coopenae-Movistar-Economy             | + 9 s                 |
| 10e                   | Artur Ershov          | Russie                | Sélection de Russie                   | + 54 s                |
| modifier              |                       |                       |                                       |                       |

## Classements finals

### Classement général final
Juan Carlos Rojas parcourt les 1 413,3 kilomètres des onze étapes en 35 h 25 min 30 s, soit à une vitesse moyenne de 39,895 km/h.
| Classement général final | Classement général final | Classement général final | Classement général final              | Classement général final |
|                          | Coureur                  | Pays                     | Équipe                                | Temps                    |
| ------------------------ | ------------------------ | ------------------------ | ------------------------------------- | ------------------------ |
| 1er                      | Juan Carlos Rojas        | Costa Rica               | Frijoles Los Tierníticos-Arroz Halcón | en 35 h 25 min 30 s      |
| 2e                       | César Rojas              | Costa Rica               | Frijoles Los Tierníticos-Arroz Halcón | + 8 min 46 s             |
| 3e                       | Josué González           | Costa Rica               | Coopenae-Movistar-Economy             | + 15 min 37 s            |
| 4e                       | Román Villalobos         | Costa Rica               | JPS-Giant                             | + 17 min 29 s            |
| 5e                       | Joseph Chavarría         | Costa Rica               | JPS-Giant                             | + 24 min 23 s            |
| 6e                       | Fernando Orjuela         | Colombie                 | 472-Colombia                          | + 33 min 52 s            |
| 7e                       | Yelko Gómez              | Panama                   | Sélection du Panama                   | + 36 min 27 s            |
| 8e                       | Henry Raabe              | Costa Rica               | Coopenae-Movistar-Economy             | + 39 min 34 s            |
| 9e                       | Elías Vega               | Costa Rica               | JPS-Giant                             | + 39 min 38 s            |
| 10e                      | Paul Betancourt          | Costa Rica               | Coopenae-Movistar-Economy             | + 47 min 43 s            |
| modifier                 |                          |                          |                                       |                          |

### Classements annexes

#### Classement de la régularité
| Classement de la régularité | Classement de la régularité | Classement de la régularité | Classement de la régularité           | Classement de la régularité |
| --------------------------- | --------------------------- | --------------------------- | ------------------------------------- | --------------------------- |
|                             | Coureur                     | Pays                        | Équipe                                | Point(s)                    |
| 1er                         | Juan Carlos Rojas           | Costa Rica                  | Frijoles Los Tierníticos-Arroz Halcón | 140 points                  |
| 2e                          | Román Villalobos            | Costa Rica                  | JPS-Giant                             | 114 pts                     |
| 3e                          | César Rojas                 | Costa Rica                  | Frijoles Los Tierníticos-Arroz Halcón | 110 pts                     |
| modifier                    |                             |                             |                                       |                             |

#### Classement de la montagne
| Classement de la montagne | Classement de la montagne | Classement de la montagne | Classement de la montagne             | Classement de la montagne |
| ------------------------- | ------------------------- | ------------------------- | ------------------------------------- | ------------------------- |
|                           | Coureur                   | Pays                      | Équipe                                | Point(s)                  |
| 1er                       | César Rojas               | Costa Rica                | Frijoles Los Tierníticos-Arroz Halcón | 48 points                 |
| 2e                        | Juan Carlos Rojas         | Costa Rica                | Frijoles Los Tierníticos-Arroz Halcón | 33 pts                    |
| 3e                        | Elías Vega                | Costa Rica                | JPS-Giant                             | 28 pts                    |
| modifier                  |                           |                           |                                       |                           |

#### Classement des sprints intermédiaires
| Classement des sprints intermédiaires | Classement des sprints intermédiaires | Classement des sprints intermédiaires | Classement des sprints intermédiaires | Classement des sprints intermédiaires |
| ------------------------------------- | ------------------------------------- | ------------------------------------- | ------------------------------------- | ------------------------------------- |
|                                       | Coureur                               | Pays                                  | Équipe                                | Point(s)                              |
| 1er                                   | Arnold Alcolea                        | Cuba                                  | Sélection de Cuba                     | 39 points                             |
| 2e                                    | Pedro Palma                           | Chili                                 | Sélection du Chili                    | 22 pts                                |
| 3e                                    | Ariel Sivori                          | Argentine                             | Buenos Aires Provincia                | 13 pts                                |
| modifier                              |                                       |                                       |                                       |                                       |

#### Classement par équipes
| Classement par équipes | Classement par équipes                | Classement par équipes | Classement par équipes |
|                        | Équipe                                | Pays                   | Temps                  |
| ---------------------- | ------------------------------------- | ---------------------- | ---------------------- |
| 1re                    | JPS-Giant                             | Costa Rica             | en 107 h 13 min 47 s   |
| 2e                     | Frijoles Los Tierníticos-Arroz Halcón | Costa Rica             | + 8 min 26 s           |
| 3e                     | Coopenae-Movistar-Economy             | Costa Rica             | + 40 min 59 s          |
| modifier               |                                       |                        |                        |

### UCI America Tour
Ce Tour du Costa Rica attribue des points pour l'UCI America Tour 2014, par équipes seulement aux coureurs des équipes continentales professionnelles et continentales, individuellement à tous les coureurs des équipes précitées.
| Position           | 1er | 2e | 3e | 4e | 5e | 6e | 7e | 8e |
| Classement général | 40  | 30 | 25 | 20 | 15 | 10 | 5  | 3  |
| Par étape          | 8   | 5  | 2  |    |    |    |    |    |
| Leader, par étape  | 4   |    |    |    |    |    |    |    |

## Liste des participants
| Frijoles Los Tierníticos-Arroz Halcón | Frijoles Los Tierníticos-Arroz Halcón | Frijoles Los Tierníticos-Arroz Halcón |
| ------------------------------------- | ------------------------------------- | ------------------------------------- |
| Num                                   | Coureur                               | Pos                                   |
| 1                                     | Román Villalobos (CRC)                | 4e                                    |
| 2                                     | José Vega (CRC)                       | 33e                                   |
| 3                                     | Elías Vega (CRC)                      | 9e                                    |
| 4                                     | Rodolfo Villalobos (CRC)              | 20e                                   |
| 5                                     | Joseph Chavarría (CRC)                | 5e                                    |
| 6                                     | Daniel Bonilla (CRC)                  | 14e                                   |
| 7                                     | Kevin Murillo (CRC)                   | 45e                                   |
| ?                                     | Juan Carlos Fallas (CRC)              |                                       |
| Directeur sportif :                   |                                       |                                       |

| Selection de Russie | Selection de Russie        | Selection de Russie |
| ------------------- | -------------------------- | ------------------- |
| Num                 | Coureur                    | Pos                 |
| 1                   | Artur Ershov (RUS)         | 27e                 |
| 2                   | Alexander Evtushenko (RUS) | HD-8                |
| 3                   | Ievgueni Kovalev (RUS)     |                     |
| 4                   | Ivan Kovalev (RUS)         |                     |
| 5                   | Alexey Kurbatov (RUS)      | HD-8                |
| 6                   | Alexander Serov (RUS)      | 28e                 |
| 7                   | Timofey Kritskiy (RUS)     |                     |
| Directeur sportif : |                            |                     |

| Coopenae-Movistar-Economy | Coopenae-Movistar-Economy | Coopenae-Movistar-Economy |
| ------------------------- | ------------------------- | ------------------------- |
| Num                       | Coureur                   | Pos                       |
| 1                         | Marconi Durán (CRC)       | 40e                       |
| 2                         | Josué González (CRC)      | 3e                        |
| 3                         | Henry Raabe (CRC)         | 8e                        |
| 4                         | Bryan Salas (CRC)         |                           |
| 5                         | Enrique Artavia (CRC)     |                           |
| 6                         | Paul Betancourt (CRC)     | 10e                       |
| 7                         | Jonathan Carballo (CRC)   | AB-1                      |
| Directeur sportif :       |                           |                           |

| Sélection du Chili  | Sélection du Chili     | Sélection du Chili |
| ------------------- | ---------------------- | ------------------ |
| Num                 | Coureur                | Pos                |
| 1                   | Matías Arriagada (CHI) | AB-8               |
| 2                   | Wolfgang Burmann (CHI) | 18e                |
| 3                   | Jorge Contreras (CHI)  | 55e                |
| 4                   | Pedro Palma (CHI)      | 59e                |
| 5                   | Hernán Paredes (CHI)   | 46e                |
| 6                   | Carlos Viveros (CHI)   | 41e                |
| 7                   | Adrián Alvarado (CHI)  | 57e                |
| Directeur sportif : |                        |                    |

| BCR-Pizza Hut-Powerade-Grupo Orosi | BCR-Pizza Hut-Powerade-Grupo Orosi | BCR-Pizza Hut-Powerade-Grupo Orosi |
| ---------------------------------- | ---------------------------------- | ---------------------------------- |
| Num                                | Coureur                            | Pos                                |
| 1                                  | Isaac Morera (CRC)                 | 21e                                |
| 2                                  | Romel Morales (CRC)                | 26e                                |
| 3                                  | Eddier Godínez (CRC)               | 47e                                |
| 4                                  | Carlos Brenes (CRC)                |                                    |
| 5                                  | Fabricio Quirós (CRC)              | 13e                                |
| 6                                  | Erick Soto (CRC)                   |                                    |
| 7                                  | Federico Ramírez (CRC)             |                                    |
| Directeur sportif :                |                                    |                                    |

| Sélection de Cuba   | Sélection de Cuba       | Sélection de Cuba |
| ------------------- | ----------------------- | ----------------- |
| Num                 | Coureur                 | Pos               |
| 1                   | Yasmany Balmaseda (CUB) | 58e               |
| 2                   | Yasmani Martínez (CUB)  | 38e               |
| 3                   | Arnold Alcolea (CUB)    | 24e               |
| 4                   | José Mojica (CUB)       | 19e               |
| 5                   | Agustín Martínez (CUB)  | 51e               |
| 6                   | Pedro Portuondo (CUB)   | AB-10             |
| 7                   | Yennier López (CUB)     | 52e               |
| Directeur sportif : |                         |                   |

| Frijoles los Tierniticos-Arroz Halcón | Frijoles los Tierniticos-Arroz Halcón | Frijoles los Tierniticos-Arroz Halcón |
| ------------------------------------- | ------------------------------------- | ------------------------------------- |
| Num                                   | Coureur                               | Pos                                   |
| 1                                     | Juan Carlos Rojas (CRC)               | 1er                                   |
| 2                                     | César Rojas (CRC)                     | 2e                                    |
| 3                                     | José Irias (CRC)                      | 16e                                   |
| 4                                     | Juan Carlos Arias (CRC)               |                                       |
| 5                                     | Vladimir Fernández (CRC)              |                                       |
| 6                                     | Gabriel Alpízar (CRC)                 |                                       |
| 7                                     | Leandro Varela (CRC)                  | 53e                                   |
| Directeur sportif :                   |                                       |                                       |

| 472 Colombia        | 472 Colombia                | 472 Colombia |
| ------------------- | --------------------------- | ------------ |
| Num                 | Coureur                     | Pos          |
| 1                   | Fernando Orjuela (COL)      | 6e           |
| 2                   | Edson Calderón (COL)        |              |
| 3                   | Juan Ernesto Chamorro (COL) | 30e          |
| 4                   | Hernán Aguirre (COL)        | 12e          |
| 5                   | Carlos Urán (COL)           |              |
| 6                   | Yors Santofimio (COL)       | 11e          |
| 7                   | Carlos Pulgarín (COL)       | 29e          |
| Directeur sportif : |                             |              |

| Sevencard           | Sevencard                 | Sevencard |
| ------------------- | ------------------------- | --------- |
| Num                 | Coureur                   | Pos       |
| 1                   | Juan Mata (CRC)           | 22e       |
| 2                   | Dax Jaikel (CRC)          | 50e       |
| 3                   | Juan Pablo Araya (CRC)    |           |
| 4                   | Francisco Rodríguez (CRC) |           |
| 5                   | Carlos Villalobos (CRC)   |           |
| 6                   | Marcos Solís (CRC)        |           |
| 7                   | Roberto Jiménez (CRC)     |           |
| Directeur sportif : |                           |           |

| Buenos Aires Provincia | Buenos Aires Provincia   | Buenos Aires Provincia |
| ---------------------- | ------------------------ | ---------------------- |
| Num                    | Coureur                  | Pos                    |
| 1                      | Sebastián Tolosa (ARG)   | HD-8                   |
| 2                      | Ariel Sívori (ARG)       | 54e                    |
| 3                      | Lucas Gaday (ARG)        | AB-6                   |
| 4                      | Julián Gaday (ARG)       | HD-8                   |
| 5                      | Santiago Espíndola (ARG) | HD-8                   |
| 6                      | Claudio Arone (ARG)      | HD-8                   |
| Directeur sportif :    |                          |                        |

| Sélection du Panama | Sélection du Panama   | Sélection du Panama |
| ------------------- | --------------------- | ------------------- |
| Num                 | Coureur               | Pos                 |
| 1                   | Yelko Gómez (PAN)     | 7e                  |
| 2                   | Carlos Arauz (PAN)    | AB-6                |
| 3                   | Erik Gómez (PAN)      | HD-3                |
| 4                   | Alex Jorge (PAN)      | HD-8                |
| 5                   | Mohamed Méndez (PAN)  | 23e                 |
| 6                   | Alcides Miranda (PAN) | AB-6                |
| Directeur sportif : |                       |                     |

| Star Cars-Scottiabank-Dos Pinos | Star Cars-Scottiabank-Dos Pinos | Star Cars-Scottiabank-Dos Pinos |
| ------------------------------- | ------------------------------- | ------------------------------- |
| Num                             | Coureur                         | Pos                             |
| 1                               | Harold Esquivel (CRC)           | 43e                             |
| 2                               | Félix Araya (CRC)               | 61e                             |
| 3                               | Ronald Araya (CRC)              |                                 |
| 4                               | Daniel Castro (CRC)             | 60e                             |
| 5                               | Douglas Offer (CRC)             | HD-8                            |
| 6                               | Mainor Rojas (CRC)              | 57e                             |
| 7                               | Oscareli Salazar (CRC)          |                                 |
| Directeur sportif :             |                                 |                                 |

| Municipalidad de Cartago | Municipalidad de Cartago | Municipalidad de Cartago |
| ------------------------ | ------------------------ | ------------------------ |
| Num                      | Coureur                  | Pos                      |
| 1                        | Dennis Raabe (CRC)       | HD-5                     |
| 2                        | Asdrubal Cárdenas (CRC)  | 64e                      |
| 3                        | Mario Meneses (CRC)      | HD-5                     |
| 4                        | Jordan Ruiz (CRC)        | 62e                      |
| 5                        | Randy Sánchez (CRC)      | 63e                      |
| 6                        | Luis Segura (CRC)        |                          |
| 7                        | Kristopher Vega (CRC)    | 65e                      |
| Directeur sportif :      |                          |                          |

| Taller RJ-Ciclo Corea Bike | Taller RJ-Ciclo Corea Bike | Taller RJ-Ciclo Corea Bike |
| -------------------------- | -------------------------- | -------------------------- |
| Num                        | Coureur                    | Pos                        |
| 1                          | Randall Aguilar (CRC)      | HD-8                       |
| 2                          | José David Arce (CRC)      | 34e                        |
| 3                          | Pablo Beltrán (CRC)        | AB-4                       |
| 4                          | Óscar Corrales (CRC)       |                            |
| 5                          | Eduardo Solano (CRC)       | AB-2                       |
| 6                          | Bryan Villalobos (CRC)     |                            |
| 7                          | Santos Corea (CRC)         | HD-8                       |
| Directeur sportif :        |                            |                            |